# Hanazono
Hanazono (花園天皇 , Hanazono-tennō; 14 agosto 1297 – 2 dicembre 1348) è stato il 95º imperatore del Giappone secondo il tradizionale ordine di successione.

## Biografia
Il suo regno ebbe inizio nel 1308 e terminò nel 1318. Il suo nome personale era Tomihito-shinnō  (富仁親王?, Tomihito-shinnō ). Si trattava del quarto figlio del 92º imperatore Fushimi. Divenne imperatore quando il precedente, suo cugino di secondo grado, Go-Nijō, abdicò. Lo stesso fece lui nel 1318 in favore di un altro cugino, Go-Daigo. In seguito condusse una vita ascetica diventando un monaco buddista